# Cercanías de Málaga

Carte schématique du réseau.

Cercanías Malaga est le système de transport urbain par chemin de fer reliant Malaga aux villes de la province de Malaga. Ce réseau de banlieue comparable à un réseau express régional, est intégré au service espagnol de Cercanías, et est de ce fait exploité par Renfe Operadora, sur les infrastructures d'ADIF.

## Réseau
Il existe actuellement deux lignes, C-1 en provenance de Fuengirola et C-2 en provenance de Álora. Les deux lignes convergent et se rejoignent à la station Victoria Kent et poursuivent ensuite vers le centre de Malaga, en desservant la gare centrale (Maria Zambrano) où se situe le terminus et d'ailleurs l'unique correspondance avec le métro léger de Malaga. Les deux lignes poursuivent ensuite leur trajet jusqu'en lisière du centre historique, à la station Centro Alameda.
Le réseau Cercanias joue ainsi à la fois un rôle de train de banlieue et un rôle de métro dans Malaga, avec des stations plus rapprochées et une fréquence supérieure. Néanmoins, bien que la ville soit aussi dotée d'un métro léger, les deux réseaux fonctionnent de manière déconnectée. Il n'est donc pas possible d'emprunter le Cercanias avec un ticket ou une carte rechargeable de métro, y compris à l'intérieur de la ville de Malaga, et même à l'intérieur de la zone la plus centrale.

## Lignes
| Ligne | Trajet                           | Longueur (en km) | Nb stations | Tracé |
| ----- | -------------------------------- | ---------------- | ----------- | ----- |
|       | Malaga - Aeropuerto - Fuengirola | 31               | 18          |       |
|       | Malaga - Álora                   | 38               | 9           |       |

### Ligne C-1

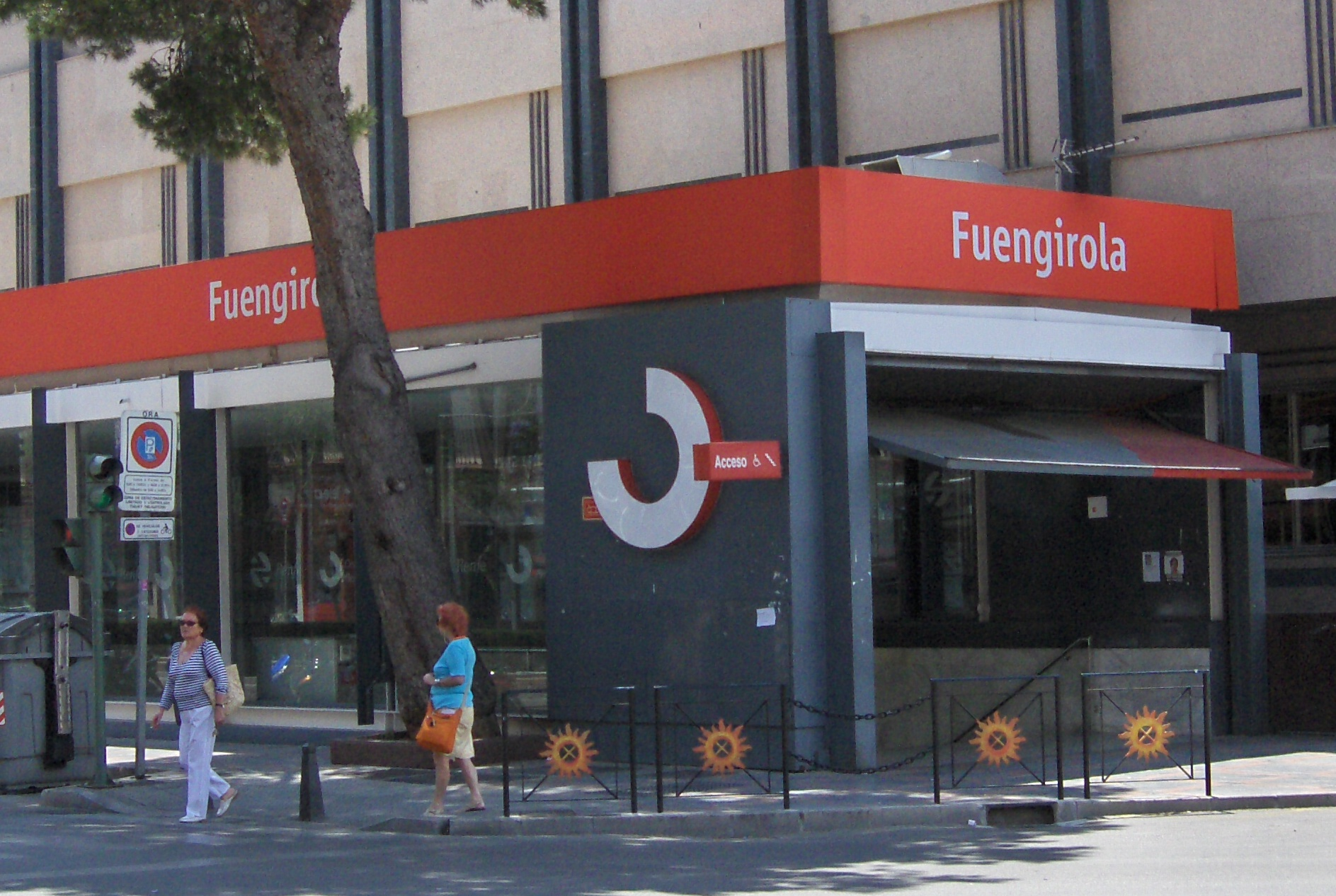
Gare de Fuengirola, un des termini de la ligne C-1.

Partant de la gare de Malaga-Centro Alameda, la ligne se dirige vers l'aéroport de Malaga-Costa del Sol et la partie sud-ouest de la Costa del Sol jusqu'à Fuengirola. La ligne est à voie unique et avec quelques doubles sections. Elle est électrifiée et sa fréquence est d’un train toutes les 20 minutes.

### Ligne C-2
Partant de la gare de Malaga-Centro Alameda, la ligne se dirige au nord par la vallée de Guadalhorce jusqu'à Álora. La ligne C-2 partage la voie électrifiée avec le trafic de Media Distancia Renfe et les grandes lignes de la LGV Cordoue - Malaga. Sa fréquence est d'un train toutes les 60 minutes, sauf à certains moments de la journée comme dans la vallée oú la cadence peut aller même jusqu'à un train toutes les 120 minutes. La ligne C-2 est moins fréquentée que la C-1.